# Religija u Grčkoj
Religija u Grčkoj zastupljena je s nekoliko vjerskih zajednica.

## Povijest
Grčka je tradicijski kršćanska zemlja istočne Crkve, t.j. pravoslavlja. Osmanska osvajanja donijela su islam i još neke druge vjerske zajednice iz raznih djelova carstva, koje su uglavnom bile u velikim gradovima, poput židovske, armenske i slično. Mletačka osvajanja donijela su rimokatolički element u grčku vjersku sliku. Nakon grčko - turskog rata 1920-ih i razmjene stanovništva, Grčka je gotovo u potpunosti ostala bez muslimanskih vjernika.

## Vjerska struktura
Procjene koje navodi CIA govore o sljedećem vjerskom sastavu:
- pravoslavni (Grčka pravoslavna Crkva, službena vjera) 98%
- muslimani 1,3%
- ostali 0,7%

## Galerija
- Širenje kršćanstva u Europi i na Sredozemlju.
- Europa u doba velike podjele 1054. godine.
- Religija u Europi, na Sredozemlju i na Bliskom Istoku 1100.
- Religije u Europi 1560.